# RAB25
RAB25‏ (RAB25, member RAS oncogene family) هوَ بروتين يُشَفر بواسطة جين RAB25 في الإنسان.

## الوظيفة
يُعتقد أنه يعمل كمحفز لتطور الورم.

## التفاعل
لقد ثبت أن RAB25 يتفاعل مع RAB11FIP2 وRAB11FIP5.